# Polityka (dramat)
Polityka – dramat (komedia) autorstwa Włodzimierza Perzyńskiego z 1919.
Dramat jest dziełem politycznym, ukazującym problemy polskiej władzy w momencie powstawania rządu Jędrzeja Moraczewskiego. Poważna tematyka polityczna i społeczna przeplatana jest wątkami romansowymi, ukazanymi w sentymentalny sposób. Wbrew woli ojca, który chce wydać córkę za mąż, Jadzia wybrana zostaje do parlamentu. Poznaje tam nieczyste zagrania polityków i zakulisową grę różnych stronnictw.
Sztukę zaadaptowano w 1991 w Teatrze Nowym w Poznaniu, jako Świat się zmienia, czyli Polityka (dodano m.in. piosenki Jana Kaczmarka, a wystąpiła m.in. Krystyna Feldman). Adaptacji sztuki podjął się także (1992) Michał Kwieciński dla Teatru Telewizji.